# Mao Chi-kuo

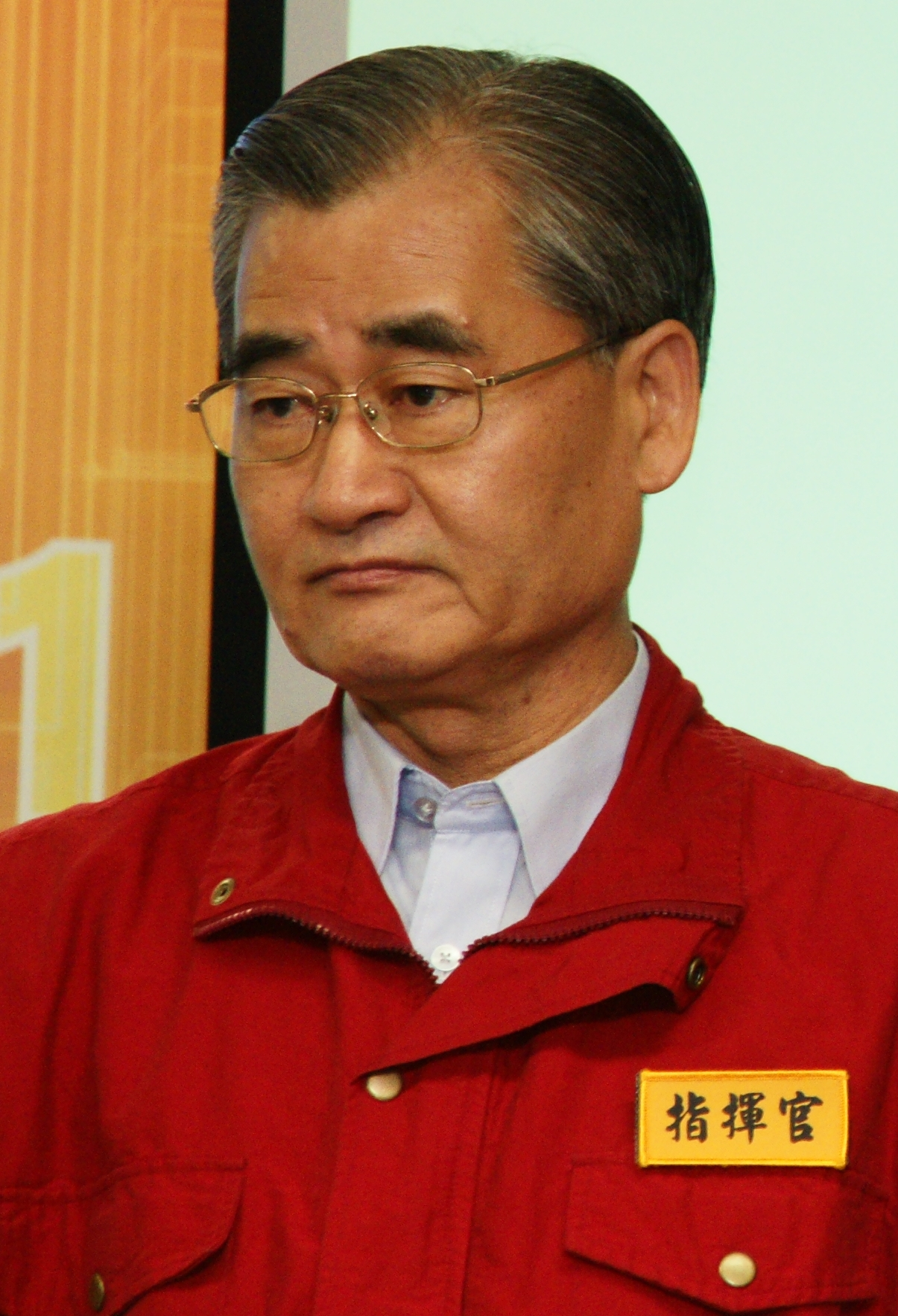
Mao Chi-kuo

Mao Chi-kuo (chinesisch 毛治國, Pinyin Máo Zhìguó; * 4. Oktober 1948 in Fenghua, Republik China) ist ein taiwanischer Politiker der Kuomintang. Von Dezember 2014 bis Januar 2016 war er Vorsitzender des Exekutiv-Yuans und damit Premierminister der Republik China auf Taiwan.

## Leben und akademische Laufbahn
Mao wurde 1948 in Fenghua (Zhejiang) geboren. Kurz nach seiner Geburt floh seine Familie bedingt durch den Chinesischen Bürgerkrieg auf die Insel Taiwan. Mao studierte das Fach Bauingenieurwesen an der Cheng-Kung-Nationaluniversität in Tainan, erlangte einen Mastertitel im Fach Wirtschaftswissenschaften am Asiatischen Institut für Technologie in Thailand (1975) und promovierte im Jahr 1982 am Massachusetts Institute of Technology in den USA. Nach seiner Rückkehr nach Taiwan lehrte er von 1982 bis 1987 als Hochschullehrer an der Chiao-Tung-Nationaluniversität. In der Zeit der Unterbrechung seiner politischen Karriere war er von 2000 bis 2003 Aufsichtsratsvorsitzender der Chunghwa-Telekom und zwischen 2003 und 2008 erneut als Professor an der Chiao-Tung-Universität tätig.

## Politische Karriere
Im Jahr 1987 wurde Mao zum Sekretär im taiwanischen Verkehrsministerium bestellt, womit seine politische Karriere ihren Anfang nahm. Er gehörte dem Ministerium bis zum Jahr 2000 an und hatte in diesem Zeitraum verschiedene Ämter inne, unter anderem die Leitung der Büros für Tourismus, Verkehrssicherheit und zivile Luftfahrt. 1994 stieg er zum stellvertretenden Verkehrsminister auf und übte dieses Amt bis zum Regierungswechsel nach den Wahlen im Jahr 2000 aus.
Nach dem Wahlsieg der Kuomintang bei den Wahlen 2008 wurde Mao im ersten Kabinett der neuen Regierung zum Verkehrsminister ernannt und hatte dieses Amt bis zum Jahr 2013 inne. Unter Premierminister Jiang Yi-huah wurde Mao stellvertretender Premierminister und nach dem Rücktritt Jiangs infolge der Niederlagen der Kuomintang bei den taiwanischen Kommunalwahlen (November 2014) am 3. Dezember 2014 von Präsident Ma Ying-jeou zum neuen Premierminister ernannt und mit der Bildung eines neuen Kabinetts beauftragt. Nach der Niederlage der Regierungspartei bei der Präsidentenwahl und der Parlamentswahl am 16. Januar 2016 erklärte Mao seinen sofortigen Rücktritt vom Amt.